# Фадия
Фа́дия (лат. Fadia; I век до н. э.) — римская матрона, первая жена будущего триумвира Марка Антония.
Фадия упоминается только у Цицерона. Она была дочерью вольноотпущенника Фадия, которого Марк Туллий во второй филиппике называет Квинтом, а в одном из писем к Аттику — Гаем. В этом браке родились дети, которые в дальнейшем уже не упоминаются в источниках. Сама Фадия в последний раз упоминается в связи с событиями 44 года до н. э. Возможно, к тому моменту она уже была мертва.